# Volksbank Kronberg
Die Volksbank Kronberg war eine Volksbank mit Sitz in Kronberg im Taunus und fusionierte 1970 mit der Frankfurter Volksbank.
Im Jahr 1862 wurde der Vorschussverein für Cronberg & Umgebung als Genossenschaftsbank gegründet. Die Gründer Georg Jamin (der spätere Bürgermeister Kronbergs und Abgeordnete), Wilhelm Neubronner (der spätere Reichstagsabgeordnete), Friedrich Löwe, Peter Gottschalk, Carl Stein und Georg Becker stellten das Startkapital von 52 Gulden zur Verfügung.
Die Bank wuchs schnell und konnte am Ende des Geschäftsjahres 1862/63 193 Mitglieder und Einlagen von 43.214 Mark aufweisen. 1888 erhielten die nun 311 Mitglieder eine Dividende von 6 %. Die Einlagen waren auf 184.452 Mark (in heutiger Kaufkraft 1.616.205 Euro) angewachsen.
1922 firmierte die Bank um auf Vereinsbank Kronberg. Die Hyperinflation entwerte die Einlagen und Kredite der Bank fast vollständig. 1923, nach der Inflation betrug die Bilanzsumme gerade einmal 9.800 Mark (in heutiger Kaufkraft 49.262 Euro), von denen 3.100 Mark Eigenmittel waren.
1970 fusionierte die Bank nach langjährigen Verhandlungen mit der Frankfurter Volksbank. Die Kronberger Volksbank hatte zum Zeitpunkt der Fusion 2.200 Mitglieder, 30 Millionen DM Spareinlagen und eine Bilanzsumme von 41 Millionen DM.

## Persönlichkeiten
- Georg Jamin, Aufsichtsratsvorsitzender
- Wilhelm Küchler (Politiker, 1936), Aufsichtsratsvorsitzender